# Friedrich Naumann
Friedrich Naumann (født 25. marts 1860 i Störmthal i Sachsen, død 24. august 1919 i Travemünde) var en tysk protestantisk teolog og liberal politiker.
Naumann gik på Fürstenschule i Meissen og studerede teologi i Leipzig og Erlangen. I 1896 grundlagde han det nationalliberale parti Nationalsozialer Verein. Han udgav også tidsskriftet Die Hilfe, som senere blev udgivet af Theodor Heuss, og som gik ind for en social liberalisme.
Friedrich Naumann var medlem af Rigsdagen fra 1907 til 1918 for forskellige liberale partier.
Før og under første verdenskrig var Naumann en glødende støttespiller for den ungtyrkiske revolution. Under første verdenskrig planlagde den unge Theodor Heuss et tysk-tyrkisk venskabshus i Konstantinopel, som Naumann højtidelig åbnede i september 1917.
Efter første verdenskrig blev Naumann den første leder for Deutsche Demokratische Partei og blev indvalgt i Weimar-nationalforsamlingen. Han sad i komitéen som forberedte en forfatning for Tyskland.
Den FDP-nære Friedrich-Naumann-Stiftung er opkaldt efter ham.

## Skrifter
- Werke Köln & Opladen: Westdeutscher, 1964
- Mitteleuropa Berlin: Reimer, 1915
- Gesammelte Schriften Berlin: Reimer, 1913
- Im Reiche der Arbeit Berlin: Reimer, 1913
- Neudeutsche Wirtschaftspolitik Berlin-Schöneberg: Fortschritt, 1911
- Freiheitskämpfe Berlin: Berlin-Schöneberg: Fortschritt, 1911
- Geist und Glaube Berlin-Schöneberg: Fortschritt, 1911
- Die politischen Parteien Berlin-Schöneberg: Buchverl. der "Hilfe", 1910
- Friedrich Naumann und Theodor Barth Die Erneuerung des Liberalismus Berlin-Schöneberg: Hilfe, 1906
- Demokratie und Kaisertum: Ein Handbuch für innere Politik. Berlin-Schöneberg: Hilfe, 1900
- "Asia". Athen, Konstantiopel, Baalbek, Damaskus, Nazaret, Jerusalem, Kairo, Neapel Berlin-Schöneberg: Hilfe, 1899.